# Hansaviertel (Berlin)
Hansaviertel, Berlin-Hansaviertel – dzielnica (Ortsteil) Berlina w okręgu administracyjnym Mitte. Od 1 października 1920 w granicach miasta.

## Transport
Przez dzielnicę przebiega linia metra U9 ze stacją Hansaplatz.